# Melitón Manzanas
Melitón Manzanas González (San Sebastián, 9 giugno 1909 – Irun, 2 agosto 1968) è stato un poliziotto spagnolo e capo provinciale della Brigada Político-Social di San Sebastián.
Si distinse per l'impegno nella repressione della dissidenza al regime franchista ed è ricordato per essere stata la prima vittima mortale premeditata di un attentato del gruppo terrorista basco ETA nel 1968.
Allo scoppio della Guerra Civile Spagnola, nel 1936, fu incarcerato dall'autorità repubblicana nel Fuerte de Guadalupe a causa delle sue simpatie verso gli insorti e fu liberato solo nel 1938, dopo che questi ultimi avevano conquistato l'intera regione dei Paesi Baschi. Entrò in polizia nel 1941, svolgendo l'incarico di ispettore a Irún, per poi entrare nella Brigada Político-Social provinciale di San Sebastián, diventandone il massimo responsabile.
L'assassinio a colpi di arma da fuoco di Melitón Manzanas nel 1968 significò un salto di qualità nelle attività terroristiche dell'ETA, dal momento che gli omicidi, tanto selettivi quanto di massa, entrarono a far parte delle modalità operative dello stesso gruppo terroristico.
Nel 1964 gli fu concessa la Polizia Merit Croce con distintivo Rosso

Nel 2001 gli fu concessa la medaglia d'oro al merito civile assieme alle oltre 800 vittime mortali del terrorismo dell'ETA.